# The Awakening of Gabriella
Pour plus de détails, voir Fiche technique et Distribution.
The Awakening of Gabriella est un film américain réalisé par Carlton McRae, sorti en 1999.

## Synopsis
Gabriella (Susan Featherly (simple)), une beauté innocente, quitte sa petite ville bien-aimée pour rejoindre Hollywood et commencer un nouveau chapitre audacieux et excitant de sa vie.

## Fiche technique
- Titre : The Awakening of Gabriella
- Réalisation : Carlton McRae
- Scénario : John Quinn
- Producteur : William Burke
- Producteur exécutif : Edward Holzman
- Production :
- Distributeur :
- Musique : Chris Anderson
- Pays de production :  États-Unis
- Langue d'origine : Anglais américain
- Lieux de tournage : Los Angeles, Californie, États-Unis
- Genre : Drame, érotique
- Durée : 1 h 33
- Date de sortie :
  - États-Unis : 5 octobre 1999
  - Royaume-Uni : 11 mars 2002

## Distribution
- Susan Featherly (simple) : Gabriella
- Mark Ritter : Stephen
- Jeannie Millar : Sasha
- Taimie Hannum : Rachel
- Nikita Gross : Nicole (créditée comme Anna Kaminskaia)
- Paul Dion Monte : Carl
- Ron Galbraith : Kevin
- Crystal Craft : Angie